# Greatest Hits: Back To The Start
Greatest Hits: Back To The Start е сборен албум на траш метъл групата Мегадет от 2005 година.
| „ | Подборът на песните до голяма степен е резултат от гласуване в forums.megadeth.com, където стотици хиляди фенове избират любимите си песни от 10-те албума на групата | “ |

## Списък на песните
1. Holy Wars...The Punishment Due
2. In My Darkest Hour
3. Peace Sells
4. Sweating Bullets
5. Angry Again
6. A Tout Le Monde
7. Trust
8. Kill the King
9. Symphony Of Destruction
10. Mechanix
11. Train Of Consequences
12. Wake Up Dead
13. Hangar 18
14. Dread And The Fugitive Mind
15. Skin O' My Teeth
16. She-wolf
17. Prince of Darkness

## Продукция
- Продуцент на компилацията: Kevin Flaherty
- Мастеринг: Tom Baker